# Thierry Marichal

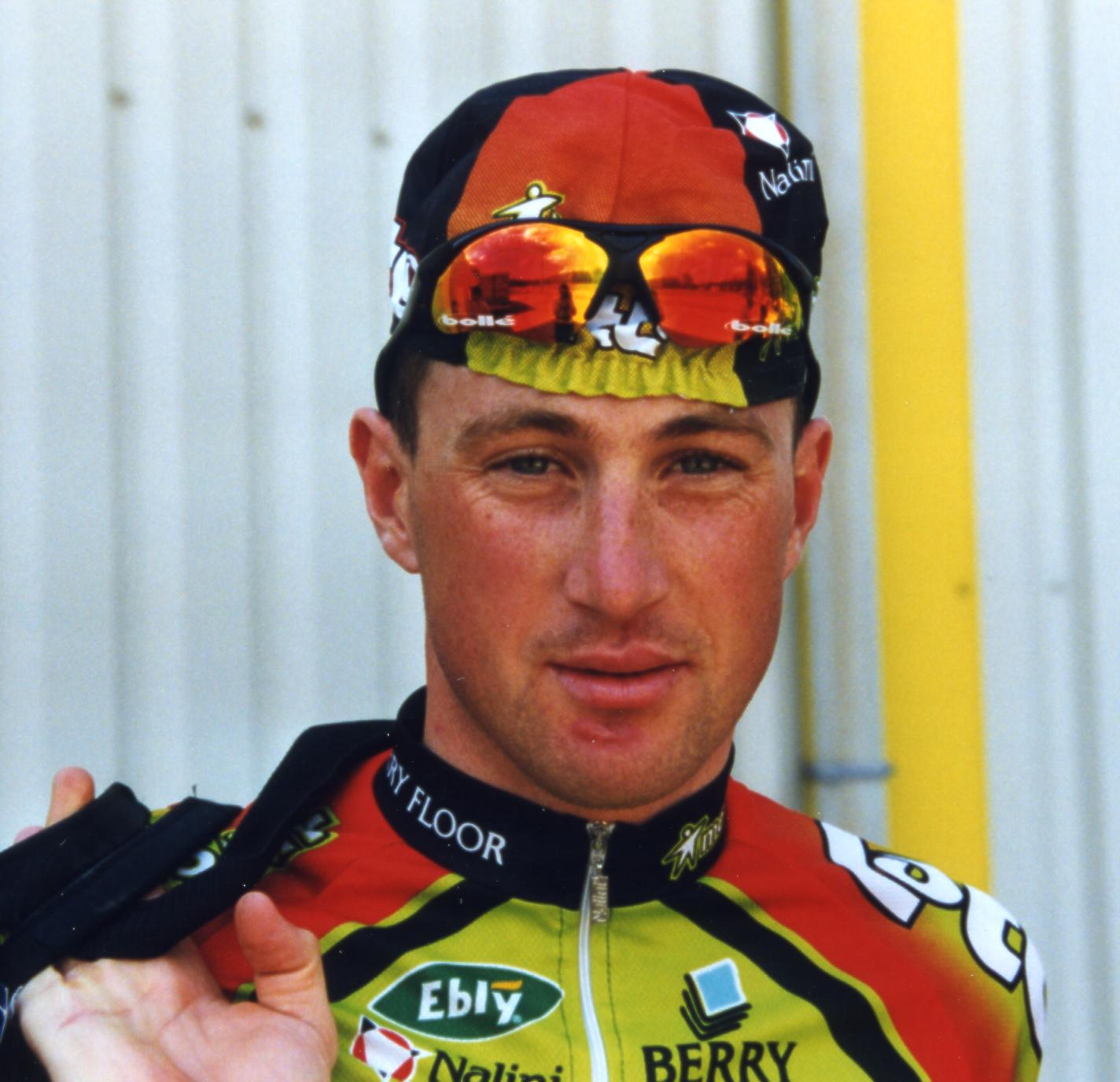
Thierry Marichal (1999)

Thierry Marichal (* 13. Juni 1973 in Leuze-en-Hainaut) ist ein ehemaliger belgischer Radrennfahrer.
Thierry Marichal erhielt 1996 bei Cédico-Ville de Charleroi einen Vertrag, nachdem er dort im Vorjahr als Stagiaire gefahren war. 1997 gewann er die Gesamtwertung der Tour de la Region Wallonne. Danach wechselte er zum belgischen Radsport-Team Lotto. 1999 entschied er eine Etappe der Picardie-Rundfahrt für sich. Beim Circuit Franco-Belge gewann er eine Etappe und wurde Zweiter in der Gesamtwertung hinter Daniele Nardello. Von 2005 bis 2006 fuhr Marichal für das französische ProTeam Cofidis. Im ersten Jahr dort konnte er mit Sylvain Chavanel den Duo Normand gewinnen. 2007 beendete er seine Laufbahn bei Française des Jeux.

## Palmarès
1997
- Tour de la Région Wallonne

1999
- Le Samyn
- eine Etappe Tour de Picardie

2000
- eine Etappe Bayern-Rundfahrt
- eine Etappe Circuit Franco-Belge

2005
- Duo Normand (mit Sylvain Chavanel)

## Teams
- 1996 Cédico-Ville de Charleroi
- 1997 Cédico-Ville de Charleroi
- 1998 Lotto-Mobistar
- 1999 Lotto-Mobistar
- 2000 Lotto-Adecco
- 2001 Lotto-Adecco
- 2002 Lotto-Adecco
- 2003 Lotto-Domo
- 2004 Lotto-Domo
- 2005 Cofidis
- 2006 Cofidis
- 2007 Française des Jeux